# 高畑淳子
高畑 淳子（たかはた あつこ、1954年〈昭和29年〉10月11日 - ）は、日本の女優、声優、タレント。劇団青年座所属。香川県善通寺市出身。特技は英語と水泳。
高畑の祖父と北川景子の母方の曾祖父が兄弟で血縁関係だが、7親等であるため法律上の親族ではない。2度の離婚歴があり、最初の夫の間に子はなく、長女の高畑こと美は2人目の夫との子。長男の高畑裕太は事実婚関係だった大谷亮介との子。一人っ子である。

## 来歴

### 幼少期から学生時代
大手建設会社に勤務した父親は転勤が多く、四国中を13回転居した。高松市立桜町中学校、香川県立高松高等学校卒業。高校時代には仏像の見学を趣味にしていた。学生時代、学業優秀で運動も万能、思い出の場所として高松港と栗林公園を挙げており、「香川100万人のラブレター」にもエピソードが掲載されている。
なにか秀でたもの芽が出るかもしれないと、演劇を勉強できる桐朋学園大学短期大学部を受験し合格。戦時中に苦労した母がやりたい事をやって欲しいと賛成し進学した。早稲田、慶應、東京女子、津田塾、お茶の水を受験しいずれも合格していたと本人は主張している。

### 女優として
大学卒業後は劇団青年座に入団し、舞台女優としてデビューする。
高畑が25歳の頃、巨匠彫刻家の橋本堅太郎にモデルを頼まれ、快く受諾した。高畑曰く橋本は「とても優しい人だった」と印象に残っている。その木像が『なんでも鑑定団』で、700万円の値が付いた。
日活ロマンポルノの映画『嗚呼!おんなたち 猥歌』（1981年、監督：神代辰巳、主演：内田裕也）のヒロインに無名ながら抜擢（）されるが、撮影直前になって出演を取りやめた（代役は中村れい子）。内田裕也はこの時の騒動を許しておらず、「会ったら蹴飛ばしてやろうと思ってんだけど、なかなか会わねぇんだよね」といった言葉を残している。
1980年代後半から1990年代前半にかけて、東映特撮作品に多数出演し、特に『仮面ライダーBLACK RX』の悪役・マリバロンは当たり役となった。
1995年からは『3年B組金八先生』シリーズで養護教諭の本田知美役としてレギュラー入りを果たし、再び当たり役を得る。2003年の『白い巨塔』では東教授の妻・東政子役が高く評価され、バラエティ番組への出演も多くなった。
声優の仕事も多く、『刑事コロンボ』のフェイ・ダナウェイ、『エリザベス』のケイト・ブランシェット、『エアフォース・ワン』のグレン・クローズといった大女優の吹き替えや、『緑の丘のブルーノ』ではアナ役でレギュラー出演もしていた。さらに、アニメ作品でも活動している。
2006年の『魂萌え!』にて、テレビドラマ初主演を果たす。2014年秋の叙勲では、紫綬褒章を受章した。

## 出演

### テレビドラマ
- いごこち満点 第1話（1976年4月6日、TBS） - バスガイドB
- 三男三女婿一匹 第1話（1976年10月5日、TBS） - 看護婦
- Gメン'75 第104話「77.5.14津坂刑事・殉職」（1977年5月14日、TBS） - 平松貴子（時効成立直前の犯罪加害者の娘）
- いつか黄昏の街で 第10話（1981年12月3日、木下プロ・毎日放送製作・TBS） - テレビ局アナウンサー
- スチュワーデス物語 第20話（1984年3月13日、TBS） - 総合最終試験試験官
- メタルヒーローシリーズ（テレビ朝日）
  - 巨獣特捜ジャスピオン 第29話 - 第36話（1985年11月15日 - 1986年1月13日） - 銀河魔女・ギルザ
  - 特警ウインスペクター 第27話「星を呼ぶ百歳美女」（1990年8月5日） - 百歳美女・カルラ（深野ミユキ）
  - 特捜エクシードラフト 第6話「トラック母ちゃん」（1992年3月8日） - 竹内秀美（竹内文枝）
  - 特捜ロボ ジャンパーソン 第4話 - 第44話（1993年2月21日 - 12月5日） - 綾小路麗子（超獣神・SS-N指導者）
- スケバン刑事 第2話（1985年4月18日、フジテレビ） - 鷹の羽学園用務員
- 京都かるがも病院 第18話「子宮筋腫・妊婦のおののき」（1986年2月3日、テレビ朝日）
- エンゲージリング（1986年6月24日、日本テレビ）
- 窓を開けますか?（1988年1月21日 - 3月24日、フジテレビ） - 桐生しげ子
- 鎌倉を旅する女たち（1988年8月22日 - 25日、TBS） - 本木久美子
- 仮面ライダーBLACK RX（1988年10月23日 - 1989年9月24日、毎日放送） - マリバロン
- 美し国ニッポン（1989年7月12日、日本テレビ） - 吉野佐和子
- 検事・若浦葉子 第2話（1991年4月20日、日本テレビ）
- 愛という名のもとに 第4話・第7話（1992年1月30日・2月20日、フジテレビ） - 平岡知の母
- 悲しくてやりきれない（1992年11月9日、TBS）
- 丘の上の向日葵（1993年4月11日 - 6月27日、TBS） - 東郷奈津
- お見合いの達人（1994年4月25日 - 6月10日、TBS） - 木崎玲子
- 刑事・鬼貫八郎（日本テレビ）
  - 第4作（1994年11月8日） - 亀取薫
  - 第6作（1996年8月13日） - 野上恭子
- 松本清張特別企画・証明（1994年11月14日、TBS） - 江本
- 部屋においでよ（1995年1月15日 - 3月24日、TBS） - リスキーのママ
- 月曜ドラマスペシャル『ひとさらい』（1995年1月30日、TBS）
- 新任判事補（日本テレビ） - 森山房枝 
  - 第2作（1995年5月23日）
  - 第3作（1996年2月6日）
- 3年B組金八先生（TBS） - 本田知美 
  - 第4シリーズ 第1話 - 第3話・第7話 - 第10話・第12話 - 最終話（1995年10月26日 - 11月9日・12月7日 - 28日・1月11日 - 3月28日）
  - スペシャル9（1998年4月2日）
  - 第5シリーズ 第1話 - 第7話・第9話 - 第15話・第17話・第19話 - 最終話（1999年10月14日 - 11月25日・12月9日 - 2000年2月3日・17日・3月2日 - 30日）
  - スペシャル10（2001年4月5日）
  - 第6シリーズ （2001年10月11日 - 2002年3月28日）
  - 第7シリーズ 第1話 - 第7話・第9話 - 第11話・第14話 - 第22話（2004年10月15日 - 11月26日・12月10日 - 2005年1月7日・28日 - 3月25日）
  - スペシャル11（2005年12月30日）
- 大河ドラマ（NHK総合）
  - 毛利元就 （1997年1月5日 - 12月14日） - 萩の方
  - 篤姫（2008年1月6日 - 12月14日） - 本寿院
  - 真田丸（2016年1月10日 - 12月18日） - 薫
  - どうする家康 第35回 -（2023年9月17日 - ） - 仲[14]
- はぐれ刑事純情派（テレビ朝日）
  - 第10シリーズ 第6話「安浦刑事手話を習う！ 母の復讐」（1997年5月7日） - 高田昌子
  - 第15シリーズ 第12話 「盗聴された女の秘密!?復讐される家族!」 （2002年6月19日） - 八木初音
- わが町IX（1997年10月14日、日本テレビ） - 村松奈々子
- 慰留指紋（1998年6月2日、日本テレビ） - 遠藤尚子
- 女子刑務所東三号棟（1998年6月29日、日本テレビ）
- ラブとエロス（1998年7月2日 - 9月17日、TBS） - 合田久美子
- 女性捜査官アイキャッチャー（1999年5月19日 - 6月23日、NHK総合） - 龍野志津
- 女優（1999年6月8日、日本テレビ） - 渡辺峯子
- 傷だらけの女 第10話（1999年6月15日、関西テレビ）
- 名探偵・金田一耕助シリーズ 第28作「トランプ台上の首」（2000年10月30日、TBS） - 寿代 役
- 女子アナ。第6話（2001年2月12日、フジテレビ） - 黒木美奈子
- ロング・ラブレター〜漂流教室〜 第4話（2002年1月30日、フジテレビ） - 一ノ瀬真智子
- 真夜中は別の顔（2002年4月1日 - 5月23日、NHK総合） - 村井千津子
- ビッグマネー!〜浮世の沙汰は株しだい〜 第5話（2002年5月9日、フジテレビ） - 君島みどり
- ドレミソラ（2002年7月29日 - 9月27日、毎日放送・TBS） - 安西春奈
- おとうさん 第6話・最終話（2002年11月17日・12月22日、TBS） - 山口礼子（次郎の母）
- 緑のクリスマス（2002年12月23日、NHK総合） - 上倉八重子
- 蒼天の夢～松陰と晋作・新世紀への挑戦～（2003年1月3日、NHK総合） - 高杉道子
- あなたの人生お運びします! 第3話・最終話（2003年4月24日・6月19日、TBS） - 密山夫人
- ゆうれい、貸します～お染・恋の七変化～ 第2話（2003年6月13日、NHK総合） -
- 僕だけのマドンナ 第1話・最終話（2003年7月7日・9月15日、フジテレビ） - 鈴木恭一の母
- 愛の家〜泣き虫サトと7人の子〜（2003年8月25日 - 9月22日、NHK総合） - 清水ミチ
- すいか 第8話（2003年9月6日、日本テレビ） - 後藤裕美子の母
- 白線流し～二十五歳（2003年9月6日、フジテレビ） - 聖の母
- 白い巨塔 第1話 - 第11話・第14話・第17話 - 最終話（2003年10月9日 - 2004年1月8日・2月19日 - 3月18日、フジテレビ） - 東政子
- 百年の恋（2003年11月10日 - 12月4日、NHK総合） - 秋山泉子
- ヤンキー母校に帰る 第9話（2003年12月5日、TBS） - 嶋田知子
- 御宿かわせみ～第二章～ 第10話（2004年6月4日、NHK総合） - 志乃
- 密会の宿 第2作（2004年6月9日、テレビ東京） - 北岡美紀
- 無名（2004年11月24日、TBS） - 倉沢美佐子
- 家政婦は見た! 第23作（2004年11月13日、テレビ朝日） - 小松崎文絵
- 相棒 Season3 第17話（2005年3月9日、テレビ朝日） - 栗原ななみ
- 人情刑事・宮本清四郎（2005年3月27日、テレビ東京） - 村木明代
- 雨と夢のあとに 第3話（2005年4月22日、テレビ朝日） - 石田早苗
- おみやさん 第4シリーズ 第9話（2005年6月16日、テレビ朝日） - 竹村華絵
- スローダンス（2005年7月4日 - 9月12日、フジテレビ） - 牧野千景
- 農家の嫁は弁護士!神谷純子のふるさと事件簿（テレビ東京） - 神谷明美 
  - 第1作（2005年7月20日）
  - 第2作（2006年8月30日）
  - 第3作（2007年6月20日）
  - 第4作（2009年2月18日）
- ひまわりさん2（2005年7月25日、TBS） - 工藤晶子
- 女刑事みずき〜京都洛西署物語〜（テレビ朝日） - 橘玲子 
  - 1st SEASON（2005年10月20日 - 12月15日）
  - 2nd SEASON（2007年7月5日 - 9月13日）
  - スペシャル（2010年6月24日）
- 松本清張スペシャル・指（2006年2月21日、日本テレビ） - 玲ママ
- 14才の母（2006年10月11日 - 12月20日、日本テレビ） - 的場春子
- 魂萌え!（2006年10月21日 - 11月4日、NHK総合） - 主演・関口敏子
- 税務調査官・窓際太郎の事件簿（TBS） - 矢田夏子
  - 第15作（2007年1月8日）
  - 第20作（2010年3月22日）
  - 第25作（2013年7月15日）
- 演歌の女王（2007年1月13日 - 3月17日、日本テレビ） - 信友星江
- 夫婦道（TBS） - ヒロイン・高鍋聡子 
  - 第1シリーズ（2007年4月12日 - 6月21日）
  - 第2シリーズ（2009年4月15日 - 6月24日）
- ガラスの牙 熱血DJ保護司・権藤明子〜涙の少年少女観察日記（TBS） - 主演・権藤明子 
  - 2007年版（2007年10月6日）
  - 2010年版（2010年3月8日）
- 鹿鳴館（2008年1月5日、テレビ朝日） - 草乃
- 被取締役新入社員（2008年3月31日、TBS） - 鈴木信男の母（声）
- 警視庁捜査一課9係 Season3 第3話（2008年4月30日、テレビ朝日） - 磯村信子
- 無理な恋愛 第6話（2008年5月13日、フジテレビ） - 長野秀子
- 警視庁電話指導官〜深川真理子の事件簿（2008年6月7日、テレビ朝日） - 青山圭子
- 街占師 〜北白川晶子の事件占い〜（テレビ東京） - 主演・北白川晶子 
  - 第1作（2008年9月10日）
  - 第2作（2012年1月11日）
- 告知せず（2008年11月15日、テレビ朝日） - ヒロイン・長谷川十央子
- 去りゆく日に（2009年2月25日、テレビ東京） - ヒロイン・松井房子
- 朝食亭（2009年2月28日、WOWOW） - 文子
- 連続テレビ小説（NHK総合）
  - つばさ（2009年3月30日 - 9月26日） - 玉木加乃子
  - なつぞら（2019年4月1日 - 9月28日） - 小畑とよ[15]
    - なつぞらSP 秋の大収穫祭（NHK BSP）
      - 「とよさんの東京物語」（2019年11月2日） - 主演・小畑とよ
      - 「十勝男児、愛を叫ぶ！」（2019年11月2日） - 小畑とよ

  - 舞いあがれ!（2022年10月 - 2023年3月31日） - 才津祥子[16][17]
- 人間動物園（2009年7月19日、WOWOW） - 発田久美子 （友情出演）
- オルトロスの犬（2009年7月24日 - 9月25日、TBS） - 榊遥子
- 八日目の蝉（2010年3月20日 - 5月4日、NHK総合） - 高石敬子（サライ）
- Mother（2010年4月14日 - 6月23日、日本テレビ） - 鈴原籐子
- 警視庁失踪人捜査課（テレビ朝日） - 小杉公子 （特別出演）
  - 連続ドラマ（2010年4月16日 - 6月11日）
  - スペシャル（2011年12月24日）
- 遺品整理人・谷崎藍子〜死者が遺したメッセージ〜（TBS） - 主演・谷崎藍子 
  - 第1作（2010年5月24日）
  - 第2作（2011年5月30日）
  - 第3作（2012年11月5日）
  - 第4作（2014年1月30日）
  - 第5作（2015年7月27日）
- 無敵のおばさん小早川千冬・正義の事件簿（2010年6月16日、TBS） - 主演・小早川千冬
- 天使の代理人（2010年9月6日 - 10月29日、東海テレビ・フジテレビ） - 主演・吉村翔子
- 99年の愛〜JAPANESE AMERICANS〜（2010年11月3日 - 7日、TBS） - 菊池千代
- 味いちもんめ 2011年スペシャル（2011年1月8日、テレビ朝日） - 安達菊江
- いじわるばあさん3 第2話「こんにちはモンスター」（2011年1月28日、フジテレビ） - 主演・大槻治子
- 新・示談交渉人 裏ファイル（TBS） - 主演・大賀三根子 
  - 第1作（2011年3月7日）
  - 第2作（2012年8月13日）
  - 第3作（2014年4月21日）
  - 第4作（2014年12月8日）
- 幸せになろうよ（2011年4月18日 - 6月27日、フジテレビ） - 高原早苗
- 生きてるだけでなんくるないさ（2011年8月20日、日本テレビ） - 石嶺紗代子
- SP〜警視庁警護課（テレビ朝日） - 石鍋キリ子 
  - スペシャル（2011年10月8日）[18]
  - スペシャル2（2012年3月3日）[19]
  - スペシャル3（2013年4月27日）
  - スペシャル4（2014年5月4日）
- カレ、夫、男友達（2011年11月1日 - 12月10日、NHK総合） - 犬山洋子
- パパドル!（2012年4月19日 - 6月28日、TBS） - 花村奈津
- 悪女について（2012年4月30日、TBS） - 尾藤睦子
- 私は代行屋!晴子の事件推理（第1作）→私は代行屋!事件推理請負人（第2作以降）（テレビ朝日） - 主演・葛城晴子 
  - 第1作（2012年8月18日）[20]
  - 第2作（2013年11月2日）
  - 第3作（2014年11月15日）
  - 第4作（2015年8月22日）
  - 第5作（2020年3月22日）
- シングルマザーズ（2012年10月23日 - 12月11日、NHK総合） - 高坂燈子
- 女信長 第一夜（2013年4月5日、フジテレビ） - 土田御前
- 刑事110キロ（テレビ朝日） - 錦織玲子 
  - 第1シリーズ（2013年4月25日 - 6月13日）
  - 第2シリーズ（2014年4月17日 - 6月5日）
- 激流〜私を憶えていますか?〜（2013年6月25日 - 8月13日、NHK総合） - 珠洲京谷
- 昼顔〜平日午後3時の恋人たち〜（2014年7月17日 - 9月25日、フジテレビ） - 笹本慶子
- ドクターX〜外科医・大門未知子〜（テレビ朝日） - 白木淳子
  - 第3シリーズ（2014年10月9日 - 12月18日）
  - 第7シリーズ 第8話（2021年12月2日）
- きょうは会社休みます。（2014年10月15日 - 12月17日、日本テレビ） - 青石光代
- 上流階級〜富久丸百貨店外商部〜（2015年1月16日、フジテレビ） - 鶴顕子
- 永遠の0（2015年2月11日、テレビ東京） - 佐伯清子
- 夏樹静子サスペンス 逆転弁護士ヤブハラ 証言拒否（テレビ東京） - 吉村サキ （特別出演）
  - 第1作（2015年2月18日）
  - 第2作（2015年10月7日）
- Dr.倫太郎（2015年4月15日 - 6月17日、日本テレビ） - 相澤るり子
- 表参道高校合唱部!（2015年7月17日 - 9月18日、TBS） - 大曽根徳子
- 遺産争族（2015年10月22日 - 12月17日、テレビ朝日） - ナレーション
- 女たちの特捜最前線（テレビ東京） - 八坂美鈴 
  - 女たちの特捜最前線～警察食堂極秘会議（2015年12月29日）
  - 連続ドラマ（2016年7月21日 - 8月25日）
- ナオミとカナコ（2016年1月14日 - 3月17日、フジテレビ） - 李朱美[21]
- 新・旅行作家 茶屋次郎 第13作（2016年1月20日、テレビ東京） - 烏丸桂子
- ぼくのいのち（2016年3月23日、日本テレビ） - 中村節子 役[22]
- 松本清張スペシャル かげろう絵図（2016年4月8日、フジテレビ） - 佐島[23]
- ラヴソング 第1話（2016年4月13日、フジテレビ） - ビッグモービル社員（特別出演）
- ドクター調査班〜医療事故の闇を暴け〜（2016年4月22日 - 6月3日、テレビ東京） - 遠山晃代[24]
- 時をかける少女（2016年7月9日 - 8月6日、日本テレビ） - 深町奈緒子
- ガードセンター24　広域警備指令室（2016年9月16日、日本テレビ） - エレベーターの女
- 模倣犯（2016年9月21日・22日、テレビ東京） - 板垣雅子[25]
- 屋根裏の恋人（2017年6月3日 - 7月22日、東海テレビ・フジテレビ） - 西條千鶴子
- 黒革の手帖（2017年7月20日 - 9月14日、テレビ朝日） - 中岡市子 
  - 黒革の手帖～拐帯行～（2021年1月7日、テレビ朝日） - 中岡市子[26]
- 春が来た（2018年1月13日 - 2月10日、WOWOW） - 岸川須江
- 隣の家族は青く見える（2018年1月18日 - 3月21日、フジテレビ） - 五十嵐聡子
- 遙かなる山の呼び声（2018年11月24日、NHK BSプレミアム）- 大沢鈴江 
  - 続 遙かなる山の呼び声（2022年9月17日、NHK BSプレミアム）[27]
- 坂の途中の家（2019年4月27日 - 6月1日、WOWOW） - 三沢富路子
- アライブ がん専門医のカルテ 第1話 - 第10話（2020年1月9日 - 3月12日、フジテレビ） - 高坂民代
- 行列の女神〜らーめん才遊記〜（2020年4月20日 - 6月8日、テレビ東京） - 橋爪ようこ[28]
- スイッチ（2020年6月21日、テレビ朝日） - 八角夏美
- 親バカ青春白書 最終話（2020年9月13日、日本テレビ） - 小比賀多恵
- うつ病九段（2020年12月20日、BSプレミアム） - 米長明子
- バイプレイヤーズ 〜名脇役の森の100日間〜 第7話（2021年2月20日、テレビ東京） - あつこおねえさん
- IP〜サイバー捜査班（2021年7月1日 - 9月16日、テレビ朝日） - 夏海理香[29]
- 緊急取調室 新春ドラマスペシャル「特別招集 2022 8億円のお年玉」（2022年1月3日、テレビ朝日） - 源秀子
- 正体（2022年3月12日 - 4月2日、WOWOW） - 近野節枝[30]
- ミステリと言う勿れ 最終話（2022年3月28日、フジテレビ） - 美樹谷サキ[31]
- ノッキンオン・ロックドドア 第1話（2023年7月29日、テレビ朝日） - 四ノ宮由希子 役[32]
- おいしい給食 season3（2023年10月9日 - 12月12日、テレビ神奈川 他） - サキ 役[33][34]
- 正直不動産2 第9話・最終話（2024年3月5日・12日、NHK総合・BSP4K） - 鴨川鈴鹿 役
  - 正直不動産ミネルヴァ Special（2025年2月5日、NHK BS）[35]
- 万博の太陽（2024年3月24日、テレビ朝日） - 大川寿子 役[36]
- Destiny（2024年4月9日 - 6月4日、テレビ朝日） - 大畑節子 役[37]
- 新宿野戦病院（2024年7月3日 - 9月11日、フジテレビ） - 白木愛 役[38]
- 西園寺さんは家事をしない 第10話・最終話（2024年9月10日・17日、TBS） - 川口美代子 役[39]
- 怪物（2025年7月6日 - 、WOWOW） - 田所加代 役[40]

### 映画
- あしたの火花（1977年）
- 仮面ライダー世界に駆ける（1989年） - 諜報参謀・マリバロン
- 少年時代（1990年） - 佐伯美那子の母
- 釣りバカ日誌9（1997年） - 紺野部長
- リング0 バースデイ（2000年） - 有馬薫
- ワイルド・フラワーズ（2004年） - アイアン藤島
- 戦国自衛隊1549（2005年） - 各務野
- 春の雪（2005年） - 洞院宮妃殿下
- 男たちの大和/YAMATO（2005年） - 玉木ツネ
- UDON（2006年）
- ほっこまい 高松純情シネマ（2008年） - 高畑厚子
- 釣りバカ日誌20 ファイナル（2009年） - 鈴木紀子
- うさぎドロップ（2011年） - 杉山由美子
- ALWAYS 三丁目の夕日'64（2012年） - 奈津子
- サンゴレンジャー（2013年） - 島尻洋子
- マダム・マーマレードの異常な謎（テレビ東京） - マダム・バルサミコ 
  - 出題編（2013年）
  - 解答編（2013年）
- レインツリーの国（2015年） - 向坂文子
- はなちゃんのみそ汁（2016年） - 安武美登里
- スキャナー 記憶のカケラをよむ男（2016年） - 峠久美子[41]
- 終わった人（2018年） - 桜田美雪
- 女たち（2021年） - 美津子（美咲の母）[42]
- お終活 熟春!人生、百年時代の過ごし方（2021年） - 大原千賀子 
  - お終活 再春!人生ラプソディ（2024年） - 主演・大原千賀子 [43]
- 母性（2022年）[44]
- 月（2023年）[45]
- 神さま待って！お花が咲くから（2024年）[46][47]
- あまろっく（2024年）[48]
- 劇場版 おいしい給食 Road to イカメシ（2024年） - サキ[49]
  - おいしい給食 炎の修学旅行（2025年公開予定）[50]
- 風のマジム（2025年公開予定） - 伊波カマル[51]

### 舞台
- キル(1997年、野田地図)
- 第二章（1988）
- セイムタイムネクストイヤー（1985年、加藤健一事務所）
- カルメン（1991年、青年座）
- リセット（1999年、青年座）
- レティスとラベッジ（2001年、PARCO劇場）
- 悔しい女（2001年、下北沢本多劇場）
- フットルース（2002年、TBS・キョードー東京）
- パートタイマー秋子（2003年）
- 越路吹雪物語（2003年 - 2008年、松竹・読売テレビ） - 岩谷時子
- イントゥ・ザ・ウッズ（2004年、新国立劇場）
- 放浪記（2008年、シアタークリエ） - 日夏京子
- 組曲虐殺（2009年、ホリプロ、こまつ座） - 佐藤チマ
- Pal Joey〜パル・ジョーイ（2010年10月、青山劇場） - シンプソン夫人
- をんな善哉（2011年、青年座）
- 欲望という名の電車（2011年、青年座） - ブランチ
- 雪やこんこん（2012年、こまつ座）
- ええから加減（2012年・2017年、シアタークリエ） - 宇多恵
- 雪まろげ（2016年、シアター1010・シアタークリエ） - 主演・夢子[52]
- チルドレン(2018年、世田谷パブリックシアター) - ヘイゼル[53]
- パリ祭 シャンソンの祭典 （2019年7月、NHKホール/小田原市民会館/岡山シンフォニーホール/愛知県芸術劇場）
- 組曲虐殺（2019年10月-12月、天王洲銀河劇場ほか）
- トークショー　としま国際アート・カルチャーフォーラム　シリーズ「出番です。」（2020年2月、東京芸術劇場シンフォニースペース）
- 恋、燃ゆる。～秋元松代作『おさんの恋』より～（2020年10月-11月、明治座）
- チョコレートドーナツ（2020年12月 - 2021年1月、東京・PARCO劇場ほか）
- パリ祭 シャンソンの祭典 （2021年7月、愛知県芸術劇場大ホール/Bunkamuraオーチャードホール/岡山シンフォニーホール） - 神田サツキ 役
- 喜劇 老後の資金がありません（2021年8月 - 9月、新橋演舞場/大阪松竹座）
- 冬のライオン（2022年2月26日 - 3月15日、東京芸術劇場 プレイハウス）- エレノア
- さるすべり（2024年4月6日 - 15日、紀伊國屋ホール）[54][55]
- 陽気な幽霊（2025年5月 - 6月、シアタークリエ/梅田芸術劇場 シアター・ドラマシティ/福岡市民ホール 中ホール） - アーカティ夫人 役[56]

### テレビアニメ
- ルパン三世 (TV第2シリーズ)（1978年） - 婦人
- キャッツ・アイ（1983年） - 三田英子
- 雲のように風のように（1990年） - タミューン[57]
- 魔法騎士レイアース（1995年） - デボネア[58]
- 名探偵コナン（1997年） - 江戸川文代

### OVA
- 冒険!イクサー3（1990年） - ネオスゴールド
- サイコダイバー 魔性菩薩（1997年） - アンジェリカ
- 支配者の黄昏 TWILIGHT OF THE DARK MASTER（1998年） - 高宮、ナレーション

### 劇場アニメ
- X（1996年） - 庚[59]
- かぐや姫の物語（2013年） - 相模
- 屋根裏のラジャー（2023年） - ダウンビートおばあちゃん[60]

### ゲーム
- スーパーロボット大戦T（2019年） - デボネア
- スーパーロボット大戦30（2021年） - デボネア

### 配信ドラマ
- 阿修羅のごとく（2025年1月9日、Netflix） - 陣内まき 役[61][62]

### 吹き替え

#### 映画（吹き替え）
- アイリスへの手紙 - アイリス・キング（ジェーン・フォンダ）
- 愛を殺さないで - リンダ・ニーロン（ビリー・ニール）
- 宇宙からの脱出（東京12ch版）
- エアフォース・ワン（日本テレビ版） - キャサリン・ベネット副大統領（グレン・クローズ）
- エグゼクティブ・ターゲット（テレビ東京版） - レイシー
- SF核戦争後の未来・スレッズ - ルース・ベケット（カレン・ミーガー）
- エリザベス - エリザベス1世（ケイト・ブランシェット）
- エリザベス:ゴールデン・エイジ - エリザベス1世（ケイト・ブランシェット）
- お熱い夜をあなたに
- 風と共に去りぬ（ワーナー版） - ベル・ワトリング
- 恐竜島の秘密（フジテレビ版） - ドミニク・ブランチャード
- キング・オブ・デストロイヤー/コナンPART2（テレビ朝日版） - 女王タラミス（サラ・ダグラス）
- ケープタウン - ペルシス（パーシス・カンバッタ）
- コールド・クリーク/過去を持つ家（英語版） - リーア・ティルソン（シャロン・ストーン）[63]
- コマンド5（フジテレビ版） - クリス・ウィンズロー（ソーニャ・スミッツ）
- コレクター（テレビ朝日版）
- ザ・キープ - エヴァ・クザ（アルバータ・ワトソン）
- ザ・デイ・アフター
- さらば友よ - イザベル（オルガ・ジョルジュ＝ピコ）
- 七年目の浮気（LD版） - モリス（マルグリット・チャップマン）
- シドニー・シェルダンの 明日があるなら（テレビ東京版）
- スーパーマンIV 最強の敵 - レイシー・ウォーフィールド（マリエル・ヘミングウェイ）
- スター・ウォーズ エピソード6/ジェダイの帰還（日本テレビ版） - モン・モスマ（キャロライン・ブラキストン）
- 太陽が知っている（テレビ朝日版）- ペネロープ（ジェーン・バーキン）[64]
- 007 ゴールドフィンガー（日本テレビ版） - フライング・サーカスのリーダー
- 誰かに見られてる（機内上映版） - エリー・キーガン（ロレイン・ブラッコ）[65]
- チェンジリング（テレビ東京版=BD収録） - エヴァ（ロベルタ・マックスウェル）
- 超高層プロフェッショナル - チャーリーン
- デュエリスト/決闘者
- ナイトホークス（テレビ朝日版） - アイリーン（リンゼイ・ワグナー）
- ナバロンの要塞（フジテレビ版） - マリア（イレーネ・パパス）
- 破壊! - ジャッキー（コーネリア・シャープ）
- バッファロー・ガールズ/カラミティ・ジェーンの半生（NHK版） - カラミティ・ジェーン（アンジェリカ・ヒューストン）
- ハンガー/トリロジー（英語版） - ヘルマ（セリーヌ・ボニエ）
- 必殺エクスタミネーター
- ピラミッド（フジテレビ版） - キアラ（ルイセラ・ボニ）
- プレッシャー/壊れた男 - サンディ（ドーン・ルイス）
- フロム・ダスク・ティル・ドーン3 - クイクスラ（ソニア・ブラガ）
- マージョリーの告白 - マージョリー（カースティ・アレイ）
- マイ・ラブ（TBS版） - ラシェル・スタン/サラ・ゴールドマン（マルト・ケラー）
- マスターズ/超空の覇者（テレビ朝日版） - イヴル・リン（メグ・フォスター）
- 摩天楼ララバイ（英語版） - ヴィクトリア（レイチェル・ティコティン）
- MR.デスティニー - シンディ・ジョー・バンパーズ（レネ・ルッソ）
- 未来惑星ザルドス
- 魅惑の巴里（日本テレビ版） - シビル（ケイ・ケンドール）
- モンスター・パニック - スーザン（アン・ターケル）
- …YOU…
- リバイアサン（テレビ朝日版） - マーティン（メグ・フォスター）
- 類猿人ターザン（テレビ朝日版）
- レッドバロン
- わたしは女優志願 - ステフィ・ブロンデル（アン=マーグレット）

#### ドラマ
- ER緊急救命室 - 弁護士
- 新アウターリミッツ - ジェイミー・プラット（ミシェル・フォーブス）
- 新・刑事コロンボ 恋におちたコロンボ  - ローレン・ステイトン（フェイ・ダナウェイ）
- 新スタートレック - ブレナ、アードラ
- スコールズ・ブライドル～鉄の枷（英語版） - ジョアンナ・ラッセルズ（トルーディ・スタイラー）
- バイオニック・ジェミー シーズン1 第7話「女王はワシの背にのって」 - ミス・オクラホマ（ケイティ・ホプキンス・ゼルビー）
- 秘宝を追え! イタリア特捜警察（イタリア語版）
- 緑の丘のブルーノ - アナ

#### アニメ
- フリージ - ウム・サイード[66]

### ラジオ
- FMシアター「春の空へ」（2002年4月13日、NHK-FM）

### 朗読
- てれび絵本「よるくま」（NHK教育、2003年） - 朗読

### バラエティ
- ディスカバ!99（2003年 - 2004年、TBS） - 準レギュラー（バラエティ番組初出演）
- 脳内エステ IQサプリ（フジテレビ） - 不定期出演
- Dのゲキジョー 〜運命のジャッジ〜（2005 - 2007年、フジテレビ） - レギュラーパネリスト
- 今夜はナゾトレ（フジテレビ） - 不定期出演
- メレンゲの気持ち（2007年4月 - 2009年3月、日本テレビ） - 司会
- スタジオパークからこんにちは（2014年4月 - 2017年3月、NHK総合） - 司会
- くりぃむクイズ ミラクル9（テレビ朝日） - 不定期出演
- クイズプレゼンバラエティー Qさま!!（テレビ朝日） - 不定期出演
- 秘密のケンミンSHOW（読売テレビ） - 不定期出演

### CM
- 三菱東京UFJ銀行（2006年 - 2007年）
- 武田薬品工業「ベンザブロックIP」（2007年度）
- 池田模範堂「ムヒソフトGX」（2009年度）
- コーエー　Wiiソフト「戦国無双3」（2009年）
- CHOYA
  - 「梅酒 紀州」（2010年）
  - 「ウメッシュ」（2011年 - ）
- 花王
  - 「ソフィーナ クッション泡洗顔料」（2012年 - ）※ 優香と共演
  - 「アタック ウルトラアタックNeo」（2016年）
- かどや製油「ごまセサミン」
- キンチョー「虫コナーズ」（2016年）

## 受賞歴
- 紀伊国屋演劇賞個人賞（1988年）
- 芸術祭賞個人賞（1988年）
- 第9回 読売演劇大賞 選考委員特別賞（2002年）
- 第11回 読売演劇大賞 女優賞 優秀賞（2004年）
- 第29回 菊田一夫演劇賞 演劇賞（2004年）
- 第33回 放送文化基金賞 出演者賞（2007年）
- 第17回 橋田賞（2009年）
- 第11回 バッカーズ演劇奨励賞（2011年）
- 第22回 日本ジュエリーベストドレッサー賞 50代部門（2011年）
- 第20回 読売演劇大賞 最優秀女優賞（2013年）[67]
- 第38回 菊田一夫演劇賞 大賞（2013年）[68]
- 平成26年秋の叙勲 紫綬褒章（2014年）[69]
- 第88回 ザテレビジョンドラマアカデミー賞 助演女優賞（2016年）[70]
- ゆうもあ大賞（2022年）